# قطعنامه ۱۳۹۸ شورای امنیت
قطعنامه ۱۳۹۸ شورای امنیت سازمان ملل متحد که در تاریخ ۱۵ مارس ۲۰۰۲ تصویب شد، سندی بین‌المللی دربارهٔ بررسی وضعیت میان اریتره و اتیوپی است. این قطعنامه طی نشست ۴۴۹۴ام با ۱۵ رای موافق، ۰ مخالف و ۰ ممتنع تصویب شد.